# المس د پنیافیل
المس د پنیافیل (به اسپانیایی: Olmos de Peñafiel) یک شهرستان در اسپانیا است که در استان وایادولید واقع شده‌است.